# Reto Finger

Reto Finger, 10. April 2025

Reto Finger (* 5. Februar 1972 in Bern) ist ein Rechtsanwalt und Dramatiker.

## Leben
Reto Finger wuchs in der kleinen Landgemeinde Rumendingen im Kanton Bern auf. Im Nachbarort  Wynigen besuchte er die Grundschule. 1986 zog seine Familie nach Burgdorf, wo er an das dortige Gymnasium wechselte. Bereits als Schüler
war er als freier Mitarbeiter für die Berner Zeitung tätig. 1991 bestand Reto Finger seine Matura. Er studierte Rechtswissenschaften an der Universität Zürich und in Amsterdam. Neben dem Studium schrieb er seine ersten beiden Stücke für eine freie Theatergruppe in Burgdorf. Im Juni 1999 schloss Finger sein Jurastudium erfolgreich ab und arbeitete als Assistent am Europa Institut an der Universität Zürich (EIZ). Später war er mehrere Jahre am Bezirksgericht Zürich als Gerichtsschreiber und ab Sommer 2014 als nebenamtlicher Ersatzrichter sowie als Anwalt in einer bayerischen Anwaltskanzlei in Augsburg tätig.
Vom Kinder- und Jugendtheaterzentrum in der Bundesrepublik Deutschland erhielt Reto Finger ein Stipendium Paul Maar für die Autorenwerkstatt (Kinder- und Jugendtheater) der Bundesakademie für kulturelle Bildung Wolfenbüttel im April 2003. 2003/2004 war Finger Teilnehmer beim dramenProzessor, einer Werkstatt für Schweizer Nachwuchs-Dramatiker, die seit 2000 vom Theater an der Winkelwiese zusammen mit dem Schlachthaus Theater Bern und dem Theater Tuchlaube Aarau durchgeführt wird. Im Oktober 2004 wurde er zu den 2. Autoren-Werkstatttagen an das Burgtheater in Wien eingeladen. 2004/2005 erhielt Finger ein Arbeitsstipendium der Stiftung Lydia Eymann in Langenthal (Kanton Bern). Es folgten Hausautorenschaften und Mitarbeiten in der Dramaturgie am Nationaltheater Mannheim, Schauspiel Essen und Schauspielhaus Bochum.
Reto Finger lebt in Zürich und war von 2010 bis 2012 Präsident des Verbandes der Autorinnen und Autoren der Schweiz.

## Mitgliedschaften
Seit 2004 ist Reto Finger Mitglied des Schriftstellerverbandes Autorinnen und Autoren der Schweiz (AdS)

## Auszeichnungen
- 2004: Lydia-Eymann-Stipendium
- 2005: Kleist-Förderpreis für junge Dramatiker für „Kaltes Land“
- 2005: Autorenpreis der Société Suisse des Auteurs (SSA – Schweizerische Autorengesellschaft) für „Kaltes Land“
- 2007: Nominierung für den Preis der Welti-Stiftung für das Drama für „Fernwärme“
- 2015: Stipendium Weiterschreiben der Stadt Bern
- 2016: Literaturpreis des Kantons Bern für Hans im Glück

## Werke

### Schauspiele
- Zimmer 100bis, Uraufführung am 21. März 2003, Theater an der Winkelwiese, Zürich, und Theater an der Sihl (heute: Theater der Künste, das zur  Zürcher Hochschule der Künste – ZHdK – gehört)
- Laurenz und Anna, eine Ost Side Story, Uraufführung am 5. August 2004, Fritzenfluh und Open Opera Musiktheater Festival St. Gallen (Musik: Tino Ulrich)
- Schwimmen wie Hunde, Uraufführung am 16. November 2005, Theater Winkelwiese, Zürich
- Fernwärme, Uraufführung am 2. März 2006, Sophiensaele, Berlin, als Koproduktion mit dem Staatstheater Stuttgart und dem Theaterhaus Jena
- Kaltes Land, Uraufführung am 6. Oktober 2006, Nationaltheater Mannheim
- Einer wie ich würde mich vom Springen auch nicht abhalten, Uraufführung am 7. Mai 2007, Schauspiel Essen (Spielstätte Casa Nova – Junges Schauspiel Essen)
- Am Anfang war das Feuer, Uraufführung am 26. Oktober 2007, Stadttheater Bern (Spielstätte Vidmar:1 in den Vidmarhallen)
- Vorstellungen und Instinkte, Uraufführung am 9. April 2009, Schauspielhaus Zürich, Schiffbau
- Haus am See, UA: 6. Mai 2011 Schauspielhaus Bochum
- Felix Leuschner: Sprung ins Leere. Oper. Libretto Reto Finger. UA 2012, Musiktheater im Revier.
- Vor Sonnenaufgang, Gerhart Hauptmann: Bearbeitung und Dramaturgie, Premiere 2013 Schauspielhaus Bochum.
- Aus dem bürgerlichen Heldenleben, Bearbeitung nach Carl Sternheim, UA: 2013 Schauspielhaus Bochum.
- Farinet oder das falsche Geld nach einem Roman von Charles-Ferdinand Ramuz. UA 2016 Theater Basel[1]
- Requiem für einen Lebenden, Libretto, UA 2019 Bayerische Staatsoper.

### Hörspiele
- Letzte Stunde, Produktion des SWR2 (über den Doppelselbstmord von Heinrich von Kleist und Henriette Vogel), 2003
- Kaltes Land, Produktion des SWR2, 2006